# Němčice (okres Blansko)
Obec Němčice se nachází v okrese Blansko v Jihomoravském kraji. Žije zde 471 obyvatel.

## Historie
První písemná zmínka o obci pochází z roku 1358, kdy se Němčice hlásily k panství Doubravice nad Svitavou. Od roku 1529 náležely panství rájeckému, od roku 1850 spadaly do okresu Boskovice a od roku 1960 do okresu Blansko.
Na začátku 17. století zde bylo 17 domů, z nich bylo po třicetileté válce 9 pustých. V roce 1846 zde bylo 67 domů se 483 obyvateli. V roce 1900 šlo o 101 domů a 650 obyvatel.
Od 1. ledna 1986 do 31. prosince 1991 byla obec součástí města Boskovice.

## Pamětihodnosti
- Kostel svatého Mikuláše
- Kříž u silnice
- Větrný mlýn

## Galerie

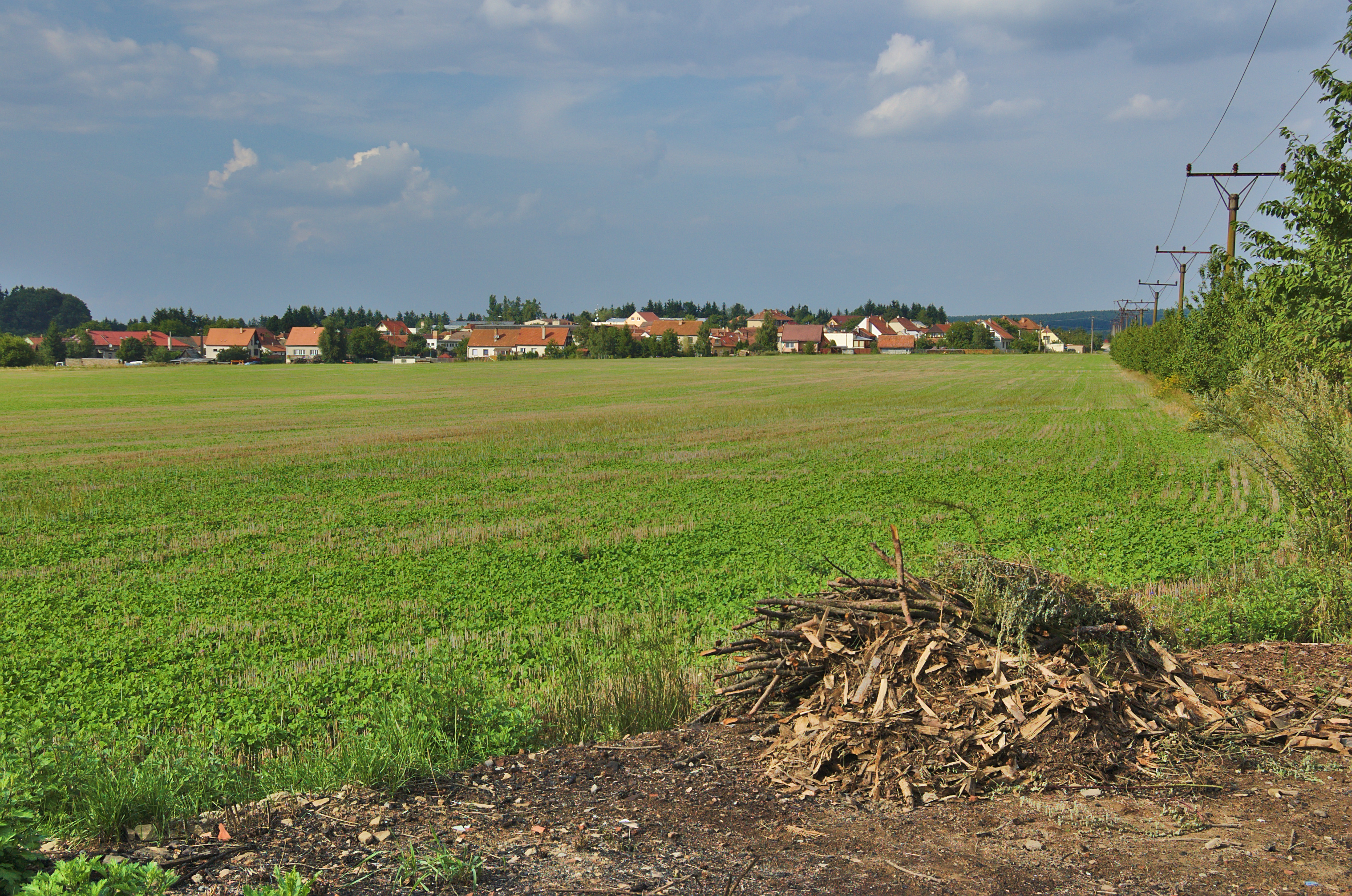
Pohled od větrného mlýna
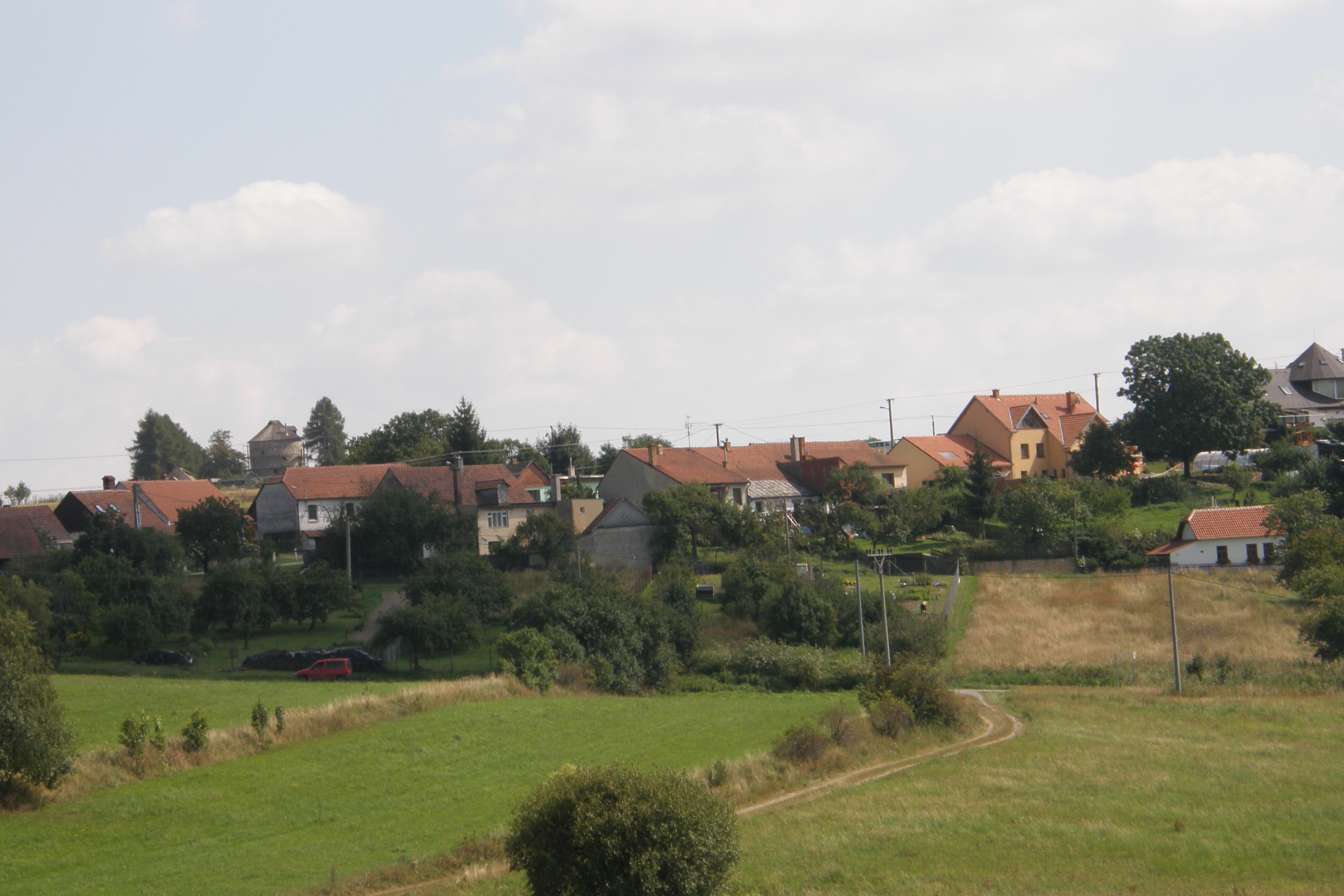
Pohled na obec
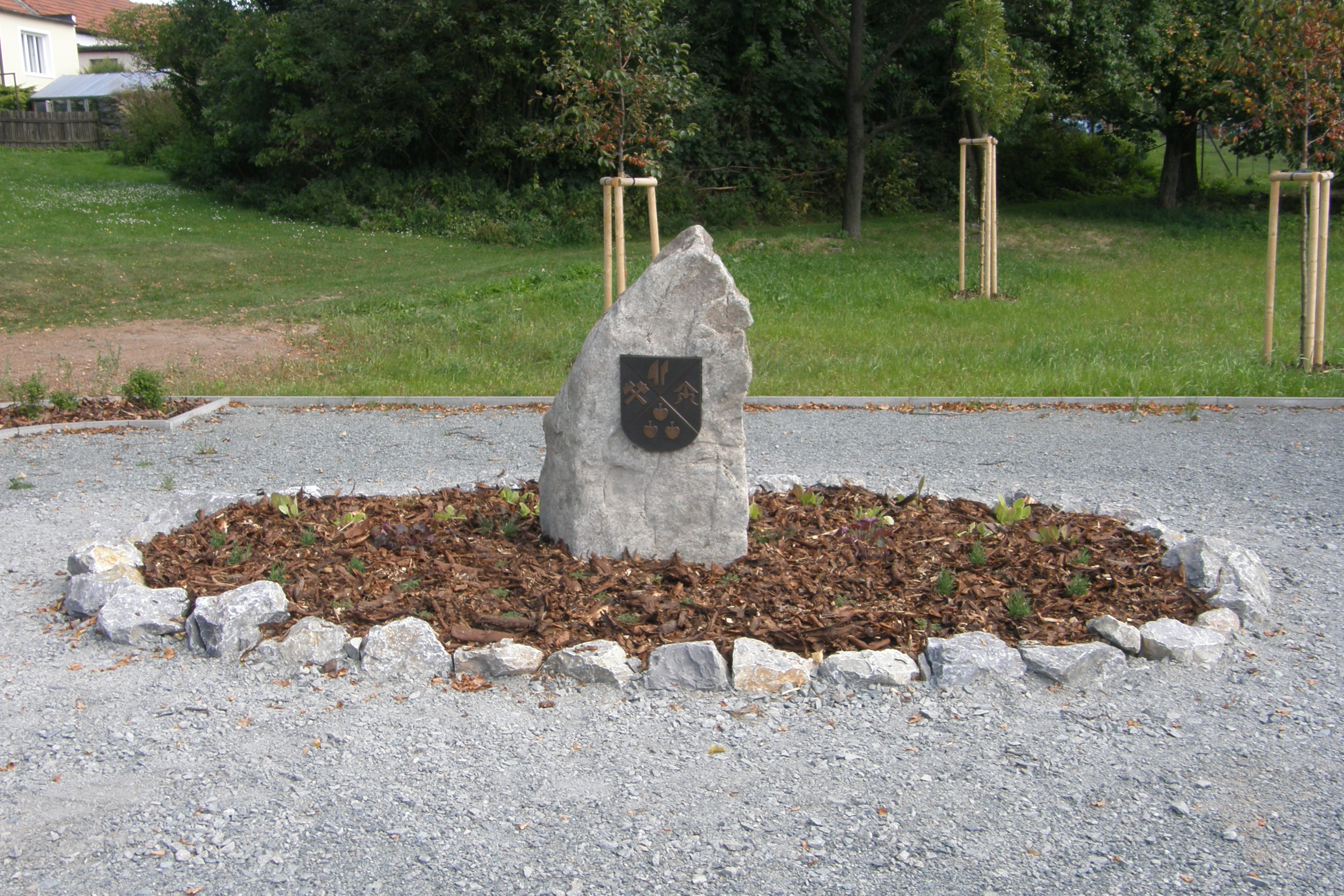
Obecní znak
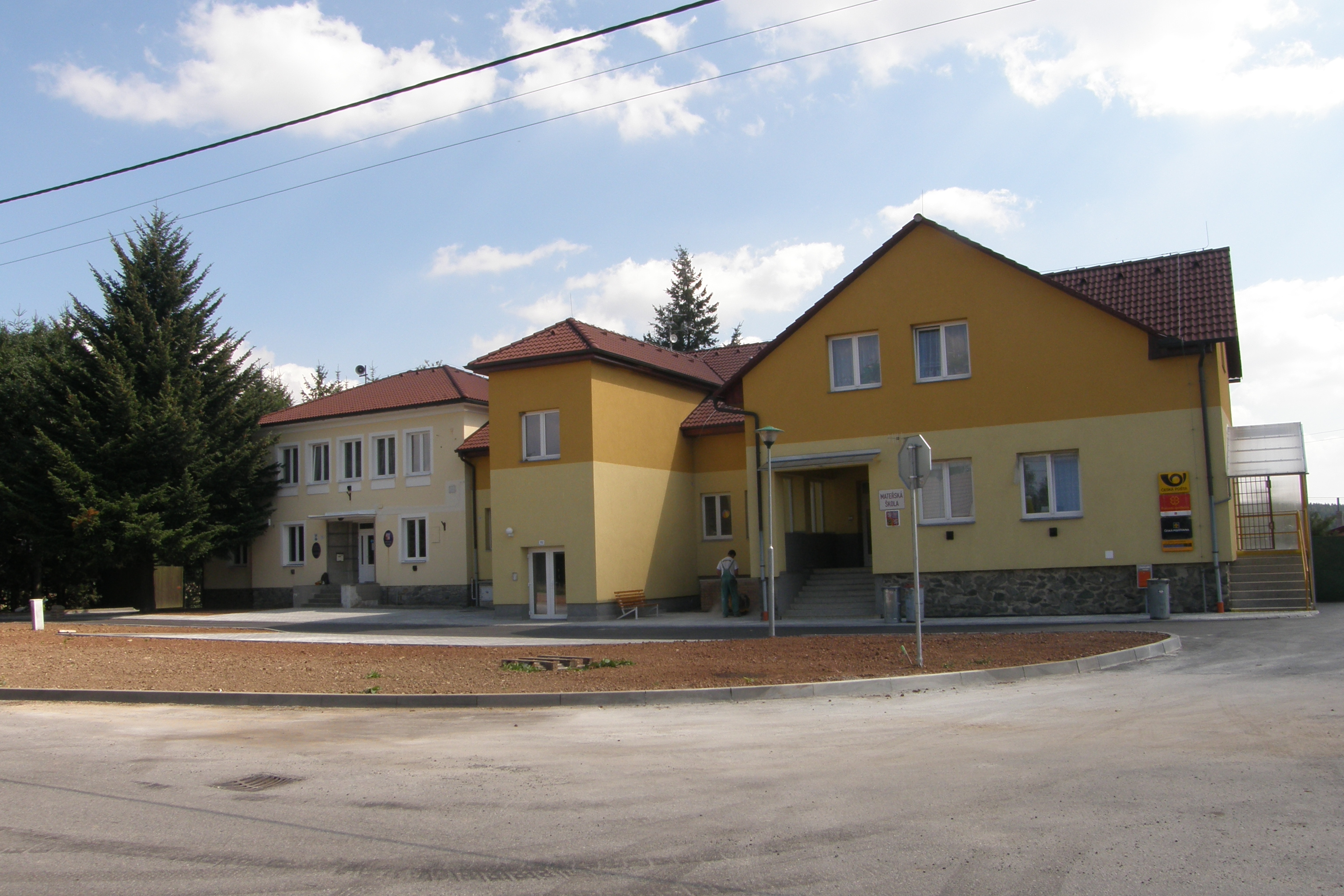
Obecní úřad, mateřská škola a pošta
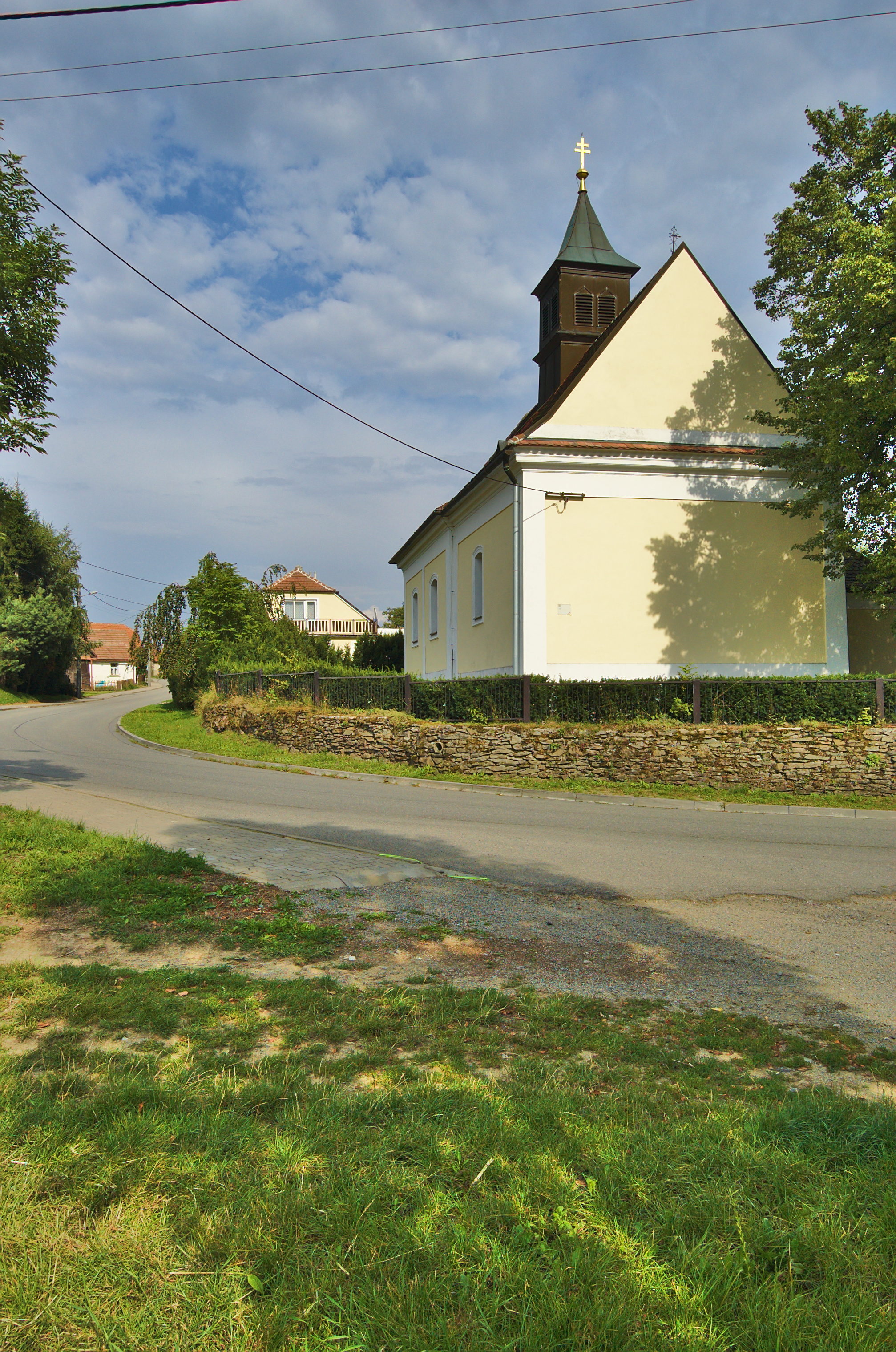
Kostel svatého Mikuláše
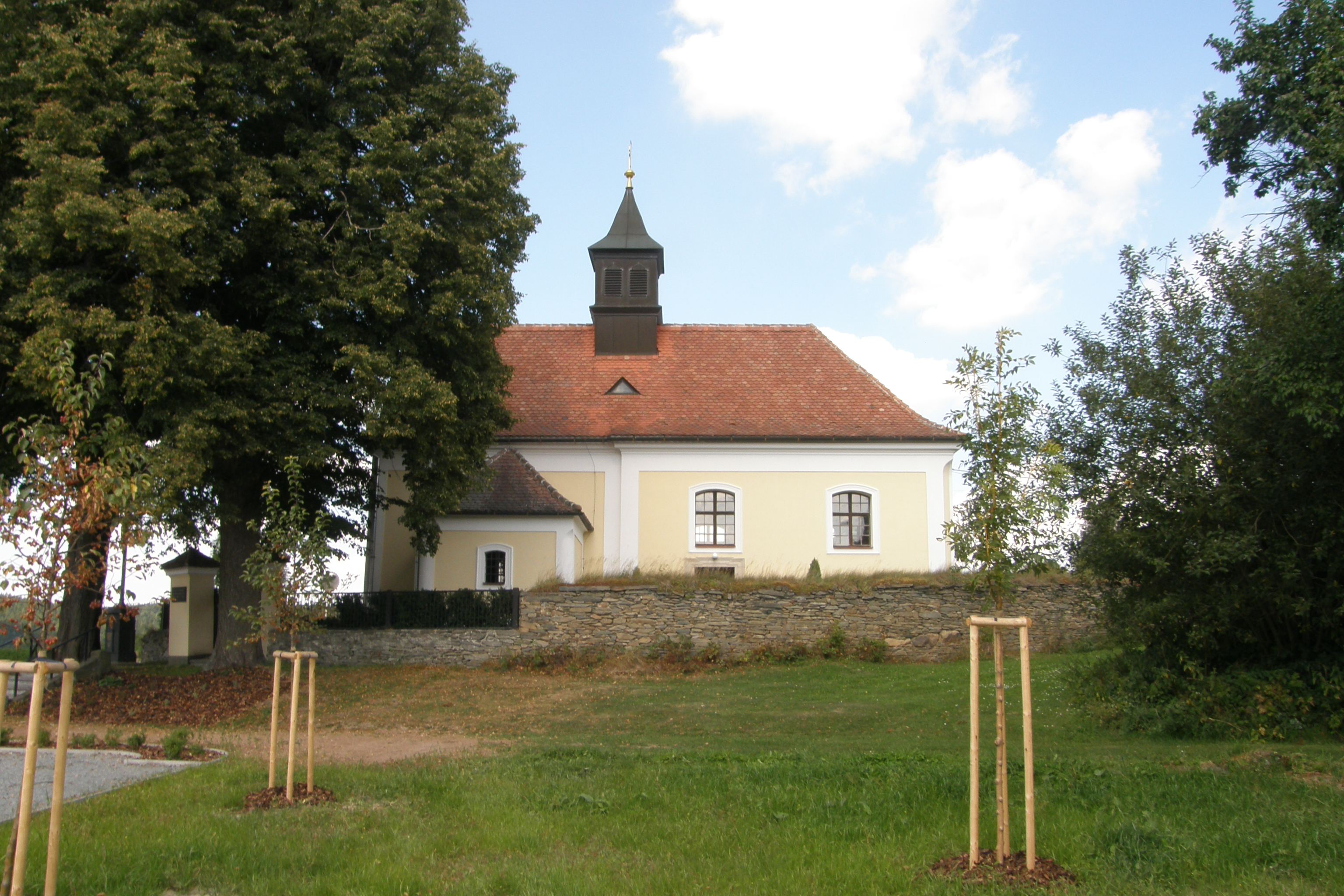
Kostel svatého Mikuláše